# Passage des Entrepreneurs
Le passage des Entrepreneurs est une voie du 15e arrondissement de Paris, en France.

## Situation et accès
Le passage des Entrepreneurs est situé dans le 15e arrondissement de Paris. Il débute au 87, rue des Entrepreneurs et se termine au 10, place du Commerce.

## Origine du nom
Elle doit son nom au voisinage de la rue des Entrepreneurs.

## Historique
Elle était précédemment, dénommée « impasse Roiron », du nom d'un propriétaire. 